# 苍梧碘泡虫
苍梧碘泡虫（学名：Myxobolus tsangwuensis）为碘泡科碘泡虫属的动物。在中国，分布于浙江、广东、广西等，营寄生生活，寄生在鲤的肾、鳃以及鳙的鳃。